# Гомастапур
Гомастапур (бенг. গোমস্তাপুর, англ. Gomastapur) — город на северо-западе Бангладеш, административный центр одноимённого подокруга. Площадь города равна 9,57 км². По данным переписи 2001 года, в городе проживало 16 893 человека, из которых мужчины составляли 50,12 %, женщины — соответственно 49,88 %. Плотность населения равнялась 1765 чел. на 1 км². Уровень грамотности населения составлял 22,55 % (при среднем по Бангладеш показателе 43,1 %). 